# Walki na szlaku Kokoda

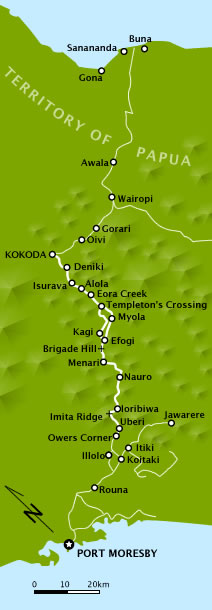
Przebieg szlaku z Kokody do pasma górskiego Imita

Walki na szlaku Kokoda lub Kampania Kokoda – epizod wojny na Pacyfiku będącej jednym z głównych frontów II wojny światowej. Kampania ta składała się z serii walk toczonych w okresie od lipca do listopada 1942 roku pomiędzy siłami Japonii i aliantów – głównie Australii – na należącym wówczas do Australii terytorium Papui. Siły japońskie, po wylądowaniu w nocy 21/22 lipca na północnym wybrzeżu Nowej Gwinei, podjęły próbę uderzenia przez pasmo górskie Owena Stanleya celem zdobycia Portu Moresby, co było częścią strategicznego planu przerwania linii komunikacyjnych, łączących Australię ze Stanami Zjednoczonymi.

## Obrona
Port Moresby, jedyny duży port na wybrzeżu Papui, miał ogromne znaczenie także dla aliantów. Obronę powietrzną zapewniały myśliwce P-39 i P-40. Przestarzałe radary RAAF nie były w stanie wystarczająco wcześnie ostrzec przed japońskim atakiem, musiano więc polegać na coastwatchers i obserwatorach na szczytach, dopóki we wrześniu nie pojawiły się nowsze, amerykańskie urządzenia. Japońskie bombowce były najczęściej eskortowane przez myśliwce, które lecąc na wysokości 10 000 m – za wysoko by mogły być przechwycone przez P-39 czy P-40 – dawały Japończykom przewagę wysokości w walce powietrznej. Cena, jaką płacili alianccy piloci za to, że dysponowali samolotami o gorszych osiągach, była wysoka. Do 20 czerwca dwadzieścia pięć P-39 zostało strąconych w walce, trzy nieprzyjaciel zniszczył na ziemi, a osiem uległo katastrofom podczas lądowania. W tej sytuacji kluczową rolę odgrywała artyleria przeciwlotnicza. Australijscy i amerykańscy artylerzyści nabrali nie lada praktyki: do 17 sierpnia 1942 roku na Port Moresby przeprowadzono siedemdziesiąt osiem nalotów. Stopniowe zwiększanie liczby dział i nabieranie doświadczenia przez kanonierów zmusiło japońskie bombowce do zrzucania swych ładunków z coraz większej wysokości, a więc mniej celnie, zaś od sierpnia do przejścia na loty nocne.

## Na drodze do Kokody
Po niepowodzeniu operacji Mo, mającej na celu zdobycie Port Moresby desantem od strony Morza Koralowego, japońskie dowództwo postanowiło przebić się do tego portu przez wnętrze Nowej Gwinei. Jedyną możliwą trasę oferował szlak Kokoda, wiodący od wioski Buna, przez Kokodę i dalej przez pasmo gór Owena Stanleya do Port Moresby. Japońskim próbom stworzenia wielkiej bazy wojsk uderzeniowych pod Buna starało się przeciwstawiać alianckie lotnictwo. Jeden statek transportowy dotarł do celu 25 lipca, natomiast kolejny został 29 lipca zatopiony, chociaż większość przewożonych żołnierzy zdołała dostać się na brzeg. Trzeci został zmuszony do zawrócenia do Rabaulu. Inny konwój musiał zawrócić 31 lipca. Pod osłoną niekorzystnych warunków atmosferycznych oraz japońskich myśliwców A6M Zero przedarł się konwój wiceadmirała Gun’ichiego Mikawy i tym sposobem 14 sierpnia wylądowało około 3000 żołnierzy (Japończyków, Koreańczyków i Tajwańczyków) z 14 i 15 Oddziału Konstrukcyjnego Marynarki, którzy zaraz rozpoczęli prace przy rozbudowie zdobytego lotniska. 17 sierpnia wylądował 5 Specjalny Oddział Piechoty Morskiej, a także elementy 144 Regimentu Piechoty (podpułkownik Hatsuo Tsukamoto), 55 Regimentu Artylerii Górskiej, 47 Regimentu Artylerii Przeciwlotniczej i 55 Regimentu Kawalerii (pułkownik Yosuke Yokoyama). 21 sierpnia przybyły jeszcze dwa bataliony 41 Regimentu Piechoty. Yokoyama rozkazał Tsukamoto zająć lotnisko w Kokodzie i przeprowadzić rozpoznanie bojem szlaku w kierunku południowym. Stwierdziwszy obecność wojsk australijskich koło Kokody, Tsukamoto przygotował swą piechotę i marines do ataku, po czym szybko zaczął posuwać się w głąb lądu. Lotnictwo alianckie starało się niszczyć jego punkty zaopatrzenia na szlaku do Kokody. Prowizoryczne mosty, przerzucane przez Japończyków nad potokami i rzekami były atakowane przez myśliwskie P-40, które zrzucały 500-funtowe bomby.
Początkowo opór stawiały tylko niewielkie siły australijskiej milicji z Australian Army Reserve, ale po pierwszych znacznych postępach wojska japońskie napotkały 23 lipca pod Awala silniejsze ugrupowanie bojowe Australijczyków z Batalionu Piechoty Papuaskiej (PIB) i 39 Batalionu Piechoty, które zmusiły je do odwrotu. 29 lipca Japończycy przypuścili jednak powtórny atak na lotnisko, przygotowany gwałtownym ogniem karabinów maszynowych i moździerzy. Doszło do walki wręcz, po czym – gdy australijski dowódca został śmiertelnie ranny, a pozycje Australijczyków niemal całkowicie okrążone – pododdziały aliantów wycofały się w kierunku Deniki. Lotnisko polowe Kokody zostało zajęte, ale Japończycy, którzy osiągnęli zamierzony cel, poniósłszy znaczne straty, nie ścigali przeciwnika. Wprawdzie obrońcy byli słabo wyszkoleni, nieliczni i bez jakiegokolwiek wsparcia, jednak stawili tak zacięty opór, że – według przechwyconych później dokumentów – Japończycy byli przekonani, iż pokonali przeciwnika mającego co najmniej 1200 żołnierzy; w rzeczywistości oddział australijski liczył tylko 77 ludzi.

## Dalsze uderzenia
Po umocnieniu się na zajętym terenie i przygotowaniu bazy zaopatrzeniowej i lotniska Kokoda Tsukamoto uznał, że szlak jest najlepszą drogą do przeprowadzenia generalnego uderzenia na Port Moresby. Natarcie to miało zostać przeprowadzone przez liczące 10 000 żołnierzy siły 20 i 51 Dywizji Piechoty z 18 Armii Cesarskiej dowodzone przez gen. Tomitarō Horiiego. Zmuszeni do odwrotu Australijczycy próbowali odebrać Kokodę 8 sierpnia, ale próba nie powiodła się, a walki przyniosły ciężkie straty obu stronom. 39 Batalion musiał wycofać się do Deniki. Przez cały następny tydzień ataki japońskie odpierały oddziały rezerwowe (milicja), ale 14 sierpnia one również zaczęły wycofywać się na południową stronę grzbietu Owena Stanleya, kierując się szlakiem Kokoda do wioski Isurava.
Ku zdziwieniu Australijczyków wojska japońskie nie kontynuowały natarcia, dzięki czemu przez następne dziesięć dni Australijczycy mogli odpocząć. Siły broniące szlaku otrzymały oczekiwane wsparcie w postaci 53 Batalionu Piechoty i dowództwa 30 Brygady (gen. Selwyn Porter), a 23 sierpnia do Isuravy przybyła 21 Brygada pod dowództwem gen. Arnolda Pottsa. Były to wciąż niewielkie siły, a ponadto Australijczycy stanęli wobec poważnych problemów z zaopatrzeniem, w związku z czym musiano chwilowo wycofać 39 Batalion. Japończycy wznowili natarcie 26 sierpnia, co zmusiło Pottsa – podejmującego niezbędne akcje opóźniające – do wycofania 21 Brygady najpierw (30 sierpnia) za Eora Creek, a następnie 2 września ku Templeton's Crossing i do Efogi trzy dni później. Tymczasem Japończycy również zaczęli odczuwać problemy logistyczne, co wynikało z nadmiernego rozciągnięcia ich linii zaopatrzenia, podczas gdy australijskie ulegały skróceniu, a obrońcy stawali się coraz lepiej zorganizowani i obyci z trudnym terenem. Niemniej jednak opór wojsk australijskich słabł coraz bardziej, na co wpływ miało wyczerpanie i choroby trapiące żołnierzy.
Wycofanie się do Efogi przysporzyło Australijczykom dodatkowych problemów. Na wschodzie, koło Myola, znajdowało się spore wyschnięte jezioro, którego powierzchnia wykorzystywana była do zrzutów zaopatrzenia. Decyzja Pottsa oznaczała, że to ważne zrzutowisko wraz z magazynem może zostać lada chwila stracone, a tymczasem kwestia zaopatrzeniowa już i tak powodowała opóźnienia. Żywność i amunicja napływały tak wolno, że bataliony musiały czekać kilka dni, pozwalając by Japończycy umacniali swe pozycje. Trzeba jednak przyznać, że aliancka technika zrzutów ulegała stałej poprawie. Dowództwo, pod naciskiem głównodowodzących generałów Blameya i MacArthura, zwróciło się z zapytaniem do Pottsa, czy teraz, gdy zaopatrzenie będzie napływało nieprzerwanie, zdoła podjąć kontrofensywę. Potts zamiast odpowiedzi zażądał uzupełnień dla 27 Batalionu Piechoty. Bezpośredni przełożony Pottsa, gen. Arthur Allen, kazał mu utrzymać Myola jako wysuniętą bazę zaopatrzeniową tak długo, aż zgromadzone zostaną wystarczające środki do rozpoczęcia kontrofensywy. Było jednak za późno; Potts – zagrożony możliwością okrążenia przez Japończyków, którzy odkryli ścieżkę mijającą szlak – opuścił Myola niszcząc za sobą bazę i mosty na górskich rzekach.

## Równowaga

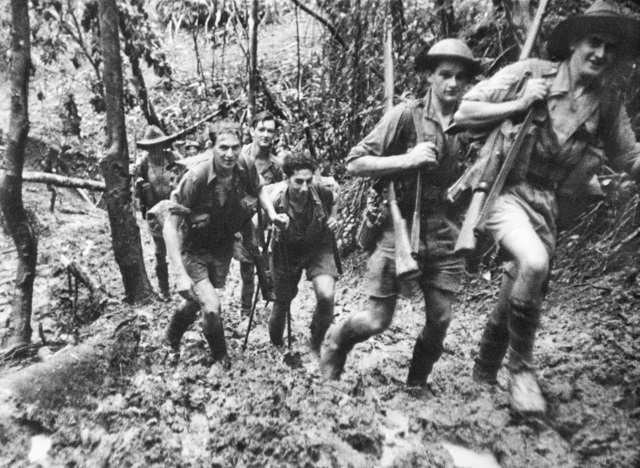
Australijczycy na szlaku

10 września zdymisjonowany przez Allena Potts przekazał dowodzenie Porterowi, ale on też musiał się cofać ku Menari i Nauro. Linia frontu znalazła się na wysokości wioski Ioribaiwa. Następnego dnia Japończycy podjęli kolejną próbę ataku, ale bez powodzenia, gdyż w tym samym czasie zaczęły napływać australijskie posiłki w postaci doświadczonej w boju 25 Brygady gen. Kennetha Eathera. Ciężkie walki trwały cały następny tydzień, po czym Eather uznał, że powinien przygotować silniejszą pozycję i 17 września nakazał wycofanie na grzbiet pasma Imita, skąd widać już było Port Moresby i wody Morza Koralowego. W czołowych oddziałach japońskich zapanowała euforia, ale okazało się, że żołnierzom nie będzie już dane uderzyć na ostatnie obronne pozycje Australijczyków, bowiem wszystkie dostępne na Nowej Gwinei oddziały słano teraz na Guadalcanal, gdzie gen. Harukichi Hyakutake przegrał 14 września swą pierwszą bitwę z Amerykanami . Gdy wieść o tym dotarła do Głównej Kwatery Imperialnej w Tokio, na naprędce zwołanej naradzie sztabowej zdecydowano, że nie da się wspierać jednocześnie obu frontów: na Nowej Gwinei i Guadalcanalu. Zdaniem Hyakutake miał on tylko tyle sił, by pokonać sprzymierzonych na Wyspach Salomona. Przygotowywał właśnie wysłanie dodatkowych sił na Guadalcanal celem odebrania wreszcie Amerykanom znajdującego się tam lotniska. Mając poparcie japońskiego Sztabu Generalnego wydał rozkaz gen. Horii'emu wycofania wojsk ze szlaku Kokoda do czasu wyparcia Amerykanów z Guadalcanalu. Wyczerpane kilkutygodniowymi walkami oddziały japońskie utknęły w miejscu, a linie zaopatrzenia na szlaku Kokoda zostały zerwane. Nieznaczne ilości żywności zdobyte na Australijczykach okazały się niewystarczające, a zapasy w Myola były zniszczone. Gen. Horii uznał, że głodny i fizycznie osłabiony żołnierz nie będzie w stanie ani atakować, ani nawet obronić zdobytych dotąd pozycji. 28 września zaczął się odwrót.

## Zwycięstwo
Gdy Australijczycy zorientowali się, że nieprzyjaciel ustępuje, ruszyli w pościg. Teraz dowodzenie na szlaku – gdzie znajdowały się 25 i nowo przybyła 16 Brygada ze składu 6 Dywizji Piechoty – objął gen. „Tubby” Allen. W związku z tym, że w alianckim dowództwie uważano, iż oddziałom brak koniecznego do uderzenia rozmachu, Allen dokonał 20 października roszady, zastępując 25 Brygadę kombinowanymi siłami batalionów 16 Brygady gen. Johna Lloyda, z 3 Brygadą Rezerwową w drugiej linii, nakazując podjęcie zdecydowanego natarcia. 25 Brygada została jednak na szlaku i do końca października razem z pozostałymi oddziałami naciskała na wycofujących się Japończyków, prowadzących z determinacją działania opóźniające, tak jak miesiąc wcześniej Australijczycy. Japończycy przygotowali kilka umocnionych punktów oporu przed Templeton's Crossing i nad Eora Creek, gdzie oddziały australijskie musiały się zatrzymać i gdzie poniosły wysokie straty. Niezadowolony z postępów natarcia gen. Edmund Herring 28 października odebrał dowództwo Allenowi i zastąpił go generałem-majorem George'em Vaseyem, uprzednio dowodzącym 6 Dywizją. 2 listopada Kokoda została niespodziewanie zajęta bez oporu przez patrol z 25 Brygady, być może miało to związek z brakiem dowodzącego Japończykami gen. Horii'ego, który zginął w odwrocie. 13 listopada obie brygady przekroczyły rzekę Kumusi pod Wairopi, a trzy dni później napotkały w Awala czołowe oddziały amerykańskiej 32 Dywizji Piechoty, która wylądowała na Nowej Gwinei w drugiej połowie września i teraz miała – pod rozkazami gen. Roberta Eichelbergera – uderzyć na przyczółek Buna-Gona.

## Rezultaty
Po opanowaniu szlaku Kokoda Australia została uwolniona od niebezpieczeństwa inwazji, a także od nalotów bombowych, jakimi Japończycy od lipca 1942 roku nękali Darwin, najdalej na północ wysuniętą bazę zaopatrzeniową armii i floty australijskiej. Walki te kosztowały aliantów 625 zabitych, 1055 rannych i ponad 4000 złożonych chorobami tropikalnymi. Jeszcze większe były straty japońskie; Armia Cesarska straciła ponad 6500 zabitych i zmarłych na szlaku, a do niewoli trafiło 75 żołnierzy. Następował kolejny etap walk o Nową Gwineę, ale teraz główny ciężar prowadzenia działań przejęli na siebie Amerykanie. Odparcie Japończyków na szlaku Kokoda było pierwszym – po wstępnych bojach na Guadalcanalu – sukcesem wojsk alianckich w czasie wojny na Pacyfiku.